# Miradouro da Ribeirinha

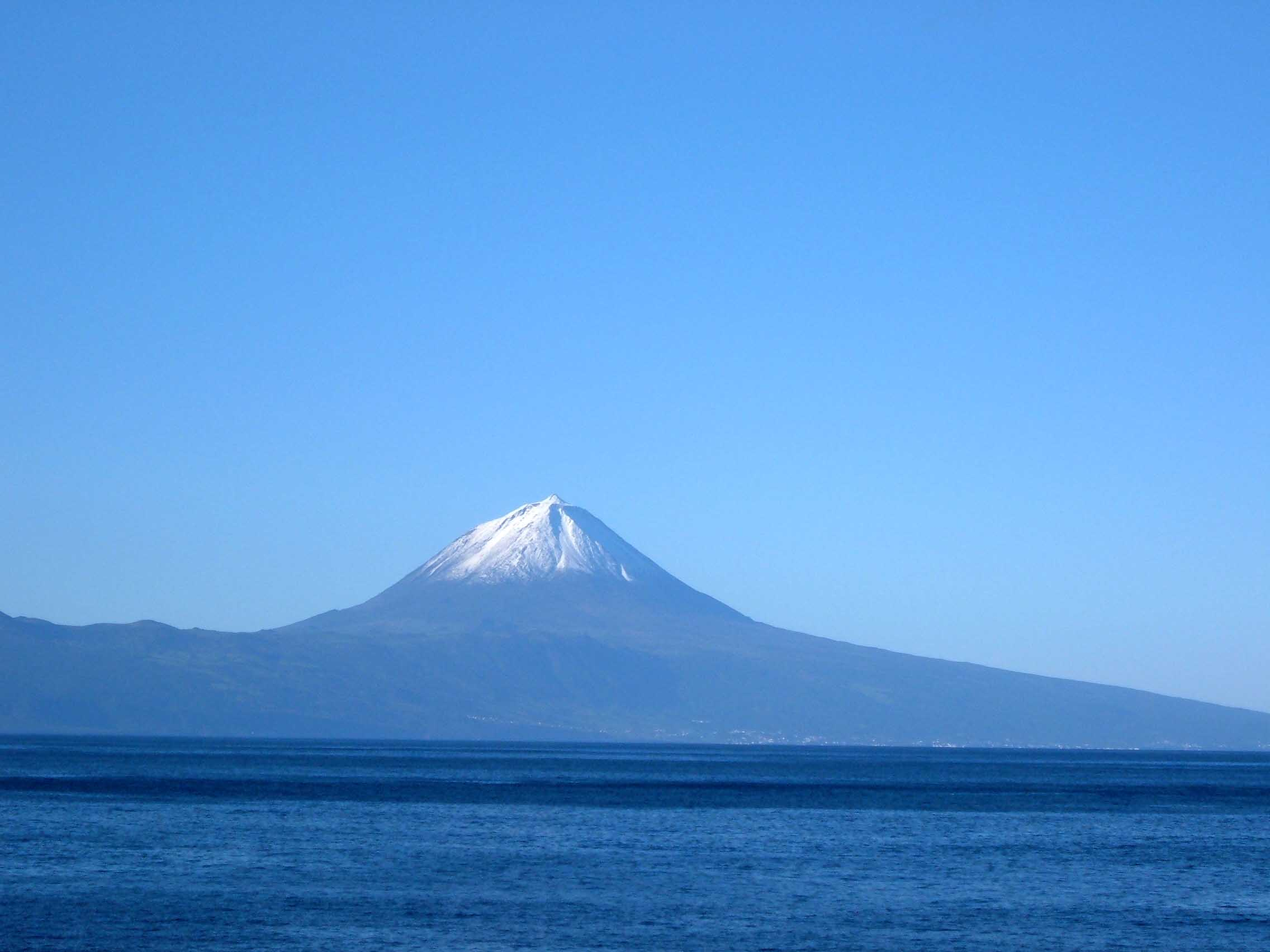
Ilha do Pico, a montanha

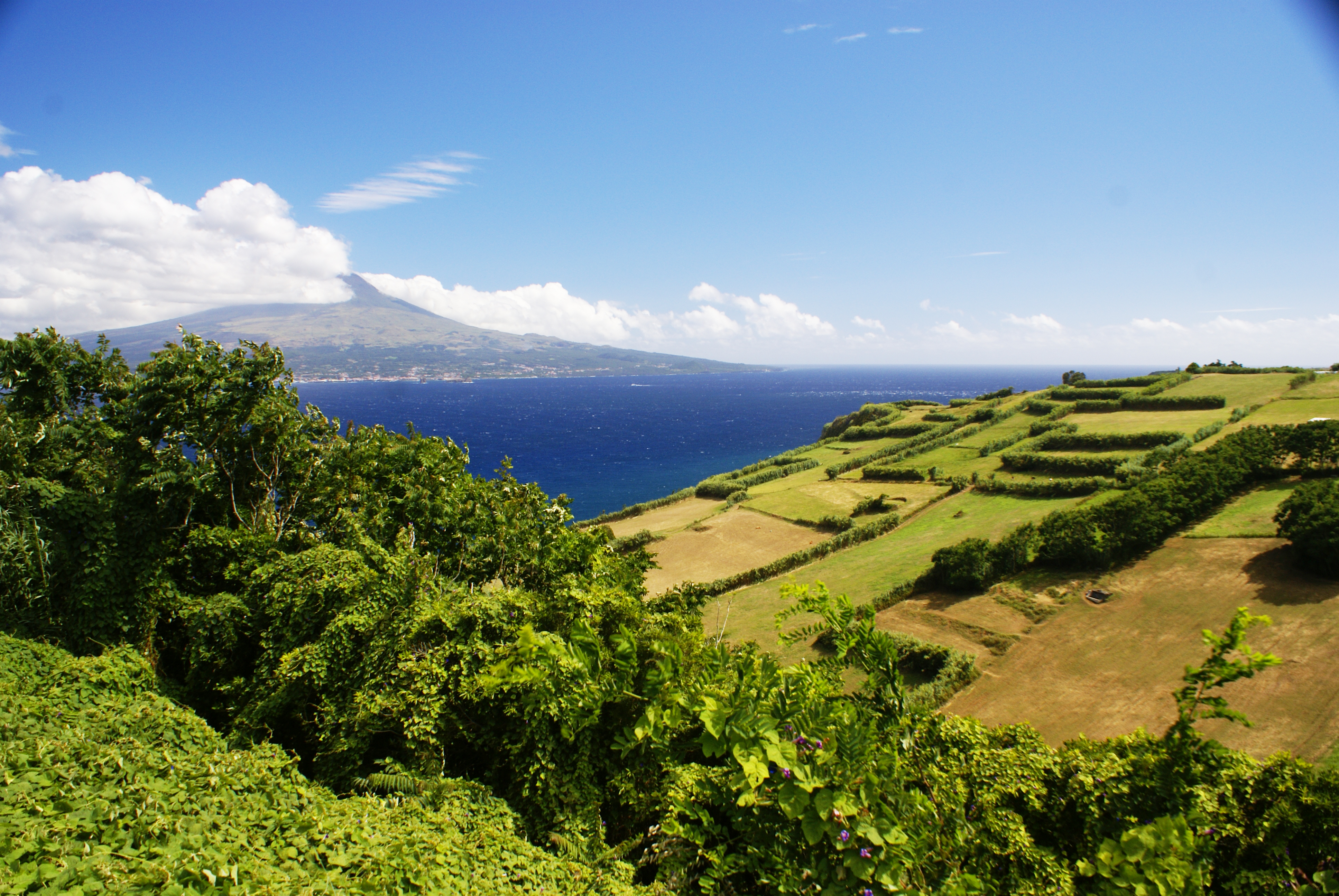
Miradouro da Ribeirinha, a ilha do Pico como pano de fundo

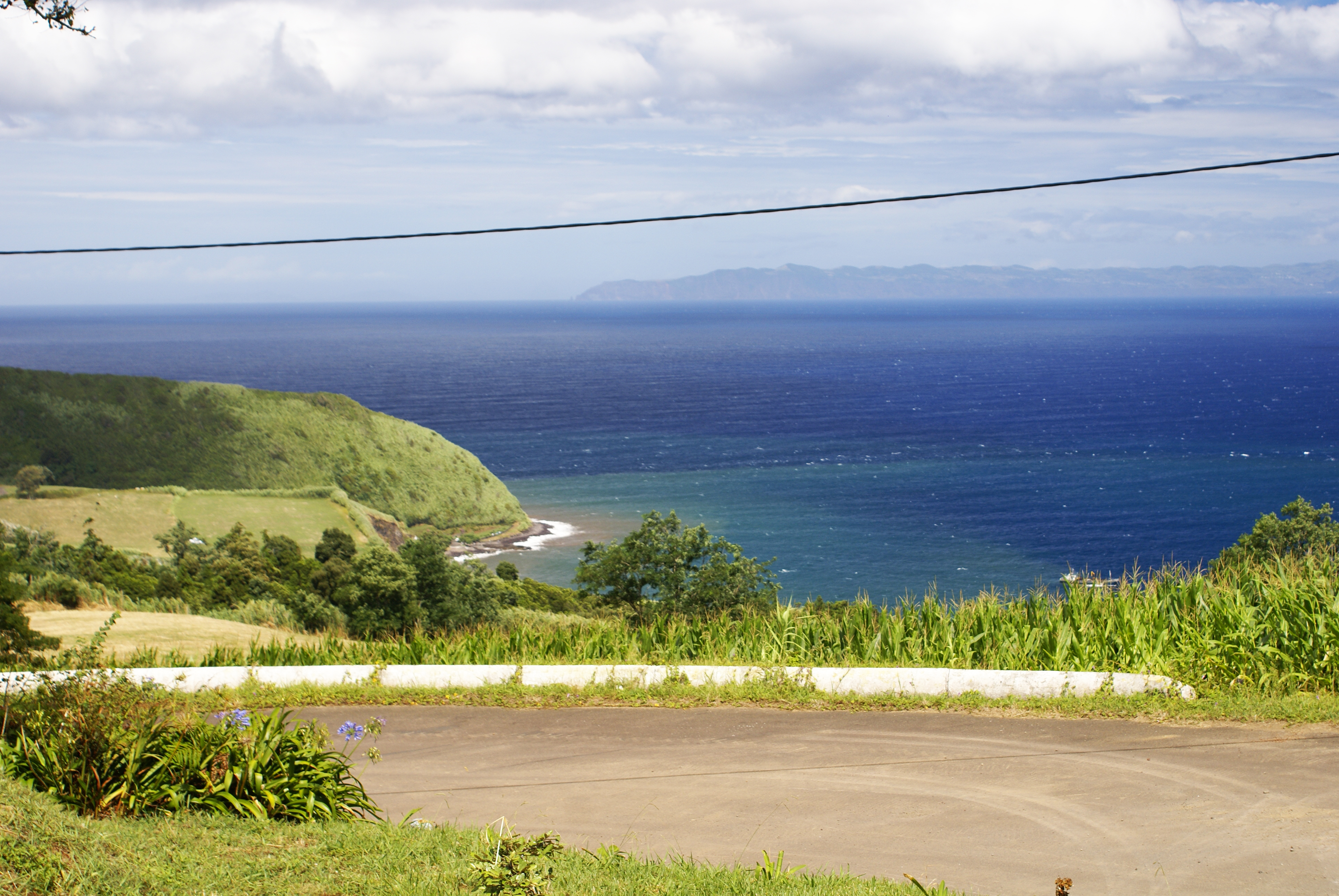
Miradouro da Ribeirinha, vista parcial da ilha de São Jorge

O Miradouro da Ribeirinha é um miradouro português localizado numa curva da estrada a quem sai da freguesia de Pedro Miguel a caminho da freguesia da Ribeirinha, concelho da Horta, ilha do Faial, Arquipélago dos Açores.
Este miradouro oferece uma magnifica vista sobre parte importante do interior da ilha do Faial, da costa desta mesma ilha, da ilha do Pico do outro lado do canal que separa as duas ilhas e da ilha de São Jorge.
A Montanha do Pico com a sua imponência domina o horizonte. O seu cume que se encontra a 2.351 metros acima do nível médio do mar, é o ponto mais alto de Portugal. É também o ponto mais alto da dorsal meso-atlântica, embora existam pontos mais altos em ilhas atlânticas, mas fora da dorsal. Medido a partir da zona abissal contígua, o edifício vulcânico tem quase 5.000 m de altura, quase metade submersa sob as águas do Atlântico.
Esta montanha que constitui a parte ocidental da ilha do Pico, é onde se localiza a cratera do vulcão propriamente dito e dentro dessa cratera, numa erupção recente do ponto de vista geológico surgiu outra elevação de menor dimensão a que foi dado o nome de Pico Pequeno ou Piquinho, com cerca de 70 metros de altura. Na base desta segunda elevação emanam fumarolas vulcânicas com forte teor de enxofre.